# NGC 6006
NGC 6006 este o galaxie eliptică situată în constelația Șarpele. A fost descoperită în 2 iunie 1864 de către Albert Marth.